# Арку-да-Кальета
Арку-да-Кальета (порт. Arco da Calheta) — район (фрегезия) в Португалии, входит в округ Мадейра. Расположен на острове Мадейра. Является составной частью муниципалитета Кальета. Население составляет 3241 человек на 2001 год. Занимает площадь 25,00 км².
Топоним "Арку да Кальета" происходит от специфической полукруглой формы горных образований и его географической близости к приходу Кальета. Этот приход является одним из старейших населенных пунктов острова, подвергшихся колонизации и аграрной деятельности после его открытия. Арку да Кальета обладает значительным культурным и историческим наследием, включая архитектурные и художественные ценности.
В конце XV века здесь проживал Джон Фернандес Андраде, более известный как Жоао Фернандес Д'Арк. Он владел обширными сельскохозяйственными угодьями, внедрял инновационные агротехнические методы и использовал труд зависимых работников. Фернандес Д'Арк основал молитвенный дом с частной часовней и постоянным священником.
Арку да Кальета орошается водами, поступающими из ветви важного канала Левада ду Рабасал и канала Мадре Гранде, который берет начало на плато Паул да Серра, расположенном на высоте 1300-1500 метров над уровнем моря. Административно приход граничит с муниципалитетами Мадалена ду Мар, Каньаш и Кальета.